# Triumfetta gonophora
Triumfetta gonophora är en malvaväxtart som beskrevs av William Wayt Thomas och R. Mcvaugh. Triumfetta gonophora ingår i släktet triumfettor, och familjen malvaväxter. Inga underarter finns listade i Catalogue of Life.